# Seznam kolumbijskih skladateljev
Seznam kolumbijskih skladateljev.

## G
- Rafael Godoy

## O
- Jorge Oñate

## R
- Mauricio Rodriguez

## V
- Jorge Villamizar